# 陈彤云
陈彤云（1921年12月—），女，回族，北京人，中国中医皮肤科专家，首都医科大学附属北京中医医院主任医师。第四届国医大师。